# Шипин, Максим Владимирович
Максим Владимирович Шипин (11 мая 1997, Челябинск) — российский хоккеист, нападающий.

## Карьера
Воспитанник челябинского «Трактора». С 2014 по 2018 год выступал в МХЛ за молодёжную команду «Белые Медведи». В КХЛ дебютировал 22 сентября 2017 года в матче против «Лады». Всего в дебютном сезоне 2017/18 принял участие в 14 матчах регулярного чемпионата и в 1 игре плей-офф.